# Gabon
Il Gabon, ufficialmente Repubblica Gabonese (in francese République Gabonaise), è uno Stato dell'Africa centrale. Confina a nord con la Guinea Equatoriale e il Camerun, a nord-est, est e sud con la Repubblica del Congo, a occidente si affaccia sul golfo di Guinea. Occupa una superficie di 267 667 km², conta 2 119 275 abitanti e la sua capitale è Libreville. La lingua ufficiale è il francese.
Governato da presidenti autocratici fin dall'indipendenza dalla Francia ottenuta il 17 agosto 1960, il Gabon ha introdotto un sistema multipartitico e una nuova costituzione all'inizio degli anni novanta, che hanno permesso un processo elettorale più trasparente e la riforma delle istituzioni governative, sebbene tale sistema sia stato essenzialmente derogato dai presidenti Omar Bongo ed Ali Bongo Ondimba fino all'approvazione di una nuova costituzione democratica in seguito ad un Colpo di Stato. La piccola popolazione, le abbondanti risorse naturali e gli investimenti stranieri hanno contribuito a rendere il Gabon una delle nazioni più prospere della regione e dell'intero continente africano.

## Storia
I primi abitanti dell'area furono delle tribù pigmee dedite alla caccia e raccolta, circa 1 000 anni fa cominciarono le migrazioni Bantu che rimpiazzarono e in parte assorbirono le popolazioni pigmee. Ciononostante una piccola percentuale dell'attuale popolazione del Gabon è ancora costituita da pigmei. I Bantu che si insediarono nell'area diedero origine all'etnia Mpongwe, gli ultimi a insediarsi nell'area, nel XIX secolo furono i fang provenienti da settentrione.
Prima del contatto con gli europei, esistevano comunità tribali di piccole dimensioni ma l'arte tribale suggerisce ricche eredità culturali. I primi visitatori europei del Gabon erano commercianti portoghesi arrivati nel XV secolo che definirono il territorio dell'attuale Gabon con la parola portoghese gabao, un cappotto con il manicotto e il cappuccio che assomiglia alla figura creata dall'estuario del fiume Komo. Il litorale si trasformò in un centro del commercio di schiavi. Nel XVI secolo vi giunsero commercianti olandesi, inglesi e francesi.
La prima potenza europea che si insediò stabilmente sulle coste del paese fu la Francia. Il 9 febbraio 1839 l'ammiraglio francese Louis Edouard Bouet-Willaumez firmò un contratto con uno dei sovrani dell'etnia Mpongwe di nome Rapontchombo («roi Denis»); seguirono altri contratti con i capi delle tribù residenti sulla costa. Tramite i contratti la Francia trasformò la costa del paese in un protettorato e iniziò a rafforzare la sua posizione nel paese, appellandosi alla conduzione della lotta contro la tratta degli schiavi per la costruzione di insediamenti militari. Del 1843 è la costruzione del Fort Aumale usato come base per la marina nell'estuario del fiume Komo e nel 1849 venne fondata la capitale, chiamata Libreville in quanto destinata a residenza degli schiavi liberati (analogamente alla città di Freetown in Sierra Leone).

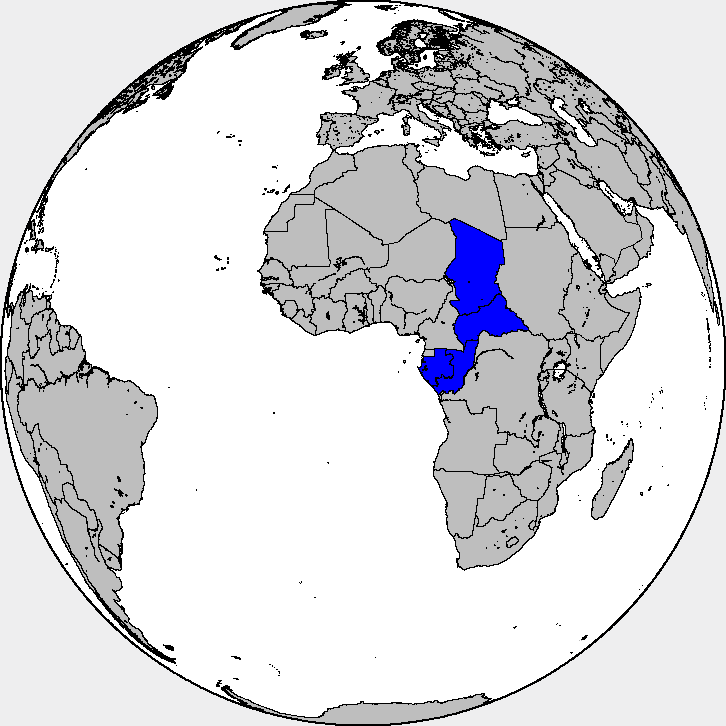
L'Africa Equatoriale Francese, 1910 - 1958

I missionari americani dalla Nuova Inghilterra stabilirono una missione a Baraka (ora Libreville) nel 1842. Nel 1849 i francesi catturarono una nave di schiavi e liberarono i passeggeri alla foce del fiume Komo. Gli schiavi chiamarono la loro città Libreville (Città libera). Gli esploratori francesi penetrarono nelle dense giungle del Gabon fra il 1862 e il 1887. Il più famoso di loro fu Pietro Savorgnan di Brazzà, di origini friulane, mentre gli elementi portanti di queste spedizione furono le guide gabonesi che sotto il controllo degli esploratori cercavano le sorgenti del fiume Congo. La Francia occupò il Gabon nel 1885, ma non lo amministrò fino al 1903.
Nel 1910, il Gabon venne trasformato in uno dei quattro territori dell'Africa Equatoriale Francese, una federazione che è sopravvissuta fino al 1959. Durante la seconda guerra mondiale il Gabon fu una delle poche colonie africane a schierarsi con la Repubblica di Vichy (alleata del Terzo Reich) e per questo fu occupato dalle truppe britanniche. Tuttavia, mentre il resto dell'Africa Equatoriale Francese (fedele alla Francia Libera) fu liberato già nell'agosto 1940, il Gabon verrà riconquistato completamente solo il 12 novembre, giorno della resa delle truppe collaborazioniste locali e quindi della fine della Campagna del Gabon.
Nel 1946 il Gabon ottenne l'indipendenza amministrativa e l'autonomia interna. I territori dell'Africa Equatoriale Francese divennero indipendenti il 17 agosto 1960, dividendosi in quattro Stati indipendenti: Repubblica Centro Africana, Ciad, Congo e Gabon.
Lo stesso giorno il filofrancese Léon M'ba divenne il primo presidente della repubblica indipendente del Gabon. Nel 1967 Léon M'ba morì; gli succedette il vicepresidente Omar Bongo, che l'anno dopo instaurò un regime a partito unico. In cambio dell'appoggio dell'Eliseo, che può intervenire per destituirlo, Bongo accetta di mettere a disposizione della Francia una parte delle ricchezze del Gabon, in particolare il petrolio e l'uranio, risorse strategiche. In materia di politica internazionale, il Gabon si è allineato con Parigi. Alla fine del 1968, Omar Bongo, ancora sotto l'influenza di Jacques Foccart, fu costretto dalla Francia a riconoscere la pseudo-indipendenza del Biafra (Nigeria sud-orientale). Ha anche dovuto accettare che l'aeroporto di Libreville serviva come hub per le consegne di armi al colonnello Ojukwu (il leader secessionista del Biafra). Fu anche dal Gabon che i mercenari di Bob Denard tentarono di destabilizzare il regime marxista del Benin. Bongo venne rieletto alla presidenza nel 1979. Nel 1990, in seguito a proteste popolari, Bongo instaurò di nuovo il sistema multipartitico, vincendo in maniera poco chiara le elezioni presidenziali del 1993 e del 1998.
Dopo la morte di Bongo, avvenuta l'8 giugno 2009, Rose Francine Rogombé assunse la carica di presidente ad interim della Repubblica, come stabilito dalla costituzione, con il compito di guidare il paese sino alle successive elezioni presidenziali, alle quali non poteva candidarsi. Le elezioni si svolsero il 30 agosto 2009, con l'elezione di Ali Bongo Ondimba, già ministro della difesa e figlio del defunto presidente. A seguito dell'ufficializzazione della nomina, avvenuta il 16 ottobre, vi furono delle rivolte popolari, prontamente represse.
Nonostante tutto, il Gabon rimane uno dei paesi più sviluppati dell'Africa a livello economico e sociale.
Il 7 gennaio 2019 vi è stato un tentato colpo di Stato militare, ma questo è rapidamente fallito; pochi anni dopo, il 30 agosto 2023, un nuovo tentativo di successo, in seguito alle elezioni opache dello stesso anno, ha visto il Presidente Ali Bongo Ondimba essere deposto da ufficiali dell'esercito., i quali hanno avviato un nuovo processo di democratizzazione culminato in una nuova Costituzione democratica e in nuove elezioni presidenziali libere due anni dopo.

## Geografia
Il Gabon confina a nord con la Guinea Equatoriale e il Camerun, a sud e a est con il Congo, mentre a ovest si affaccia all'oceano Atlantico.
Nel territorio, attraversato dall'equatore e prevalentemente modellato sul basamento cristallino pre-paleozoico, è possibile riconoscere tre aree morfologiche distinte: la fascia costiera di origine alluvionale, frastagliata a nord di capo Lopez, lagunare e orlata di banchi sabbiosi a sud della foce dell'Ogooué; la sezione mediana, comprendente alcuni elevati massicci montuosi disposti simmetricamente rispetto al corso dell'Ogooué che li attraversa: a nord i monti Tembo (1 200 m) e i monti di Cristallo (890 m), a sud il massiccio di Chaillu (1 575 m). Infine più a est l'altopiano interno inciso dai numerosi affluenti del fiume Ogooué. Il bacino idrografico di questo fiume, che ha alcuni rami sorgentiferi nel vicino Congo, copre quasi l'intera superficie del Paese. Gli altri fiumi sono il Gabon, che nasce sui monti di Cristallo, e il Nyanga, proveniente dai lembi meridionali del massiccio di Chaillu.
Il clima ha un carattere nettamente equatoriale, caldo umido. L'area di maggior piovosità coincide con la fascia costiera al confine con la Guinea Equatoriale dove le piogge si mantengono al di sopra dei 2 500 mm annui e possono superare i 4 000 mm. Le temperature medie mensili oscillano fra i 24-27 °C.
Grandi distese di fitte foreste equatoriali ricoprono quasi interamente il territorio gabonese mentre gli altipiani centro-meridionali sono rivestiti da una vegetazione a savana e le aree costiere orlate da fasce impenetrabili di mangrovie.
La grande fauna africana, che spazia soprattutto nella savana, è protetta nei parchi di Wongua-Wongué, dell'Okanda e del Petit Loango.

## Popolazione

### Demografia

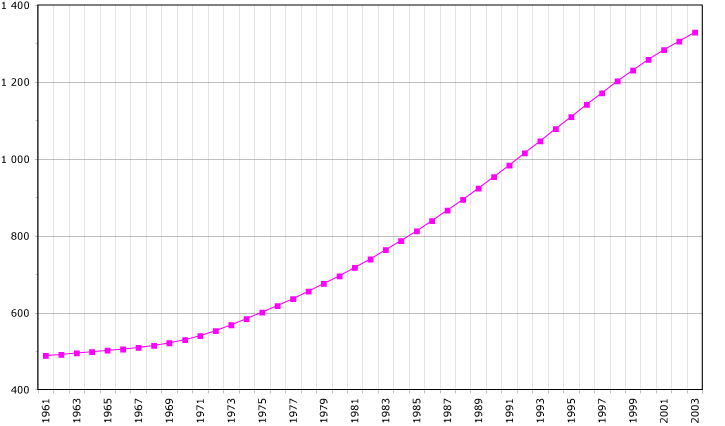
Andamento della popolazione del Gabon dal 1961 al 2003

Abitanti: 2 119 275 ab. (stima 2018)
Densità: 5,3 ab. per km²

### Etnie
In Gabon vivono oltre 40 diversi gruppi etnici con lingue e tradizioni proprie.
I primi abitanti della regione furono probabilmente i pigmei, tuttora rappresentati, nella parte settentrionale del paese, da esigui gruppi sedentarizzati di bagielli e baka. Tra il XVI e il XVII secolo iniziò il popolamento da parte di popolazioni bantu e in particolare da parte di gruppi fang provenienti da settentrione. In seguito vi furono altre penetrazioni di gruppi bantu provenienti da sud.
Attualmente tra i gruppi più numerosi vi sono i Myene, i Bandjabi, gli Eshira, i Bapounou e gli Okande. I confini tra i gruppi etnici sono meno definiti rispetto a quanto avviene in altri paesi africani. 
In Gabon vivono inoltre oltre 10 000 francesi.
Di seguito la lista dei gruppi etnici del paese:
- fang
- pounou
- bakota
- mahongwé
- batéké
- éshira
- obamba
- m'bédé
- m'pongwé
- mièné
- mitsogo
- Massango
- loumbou
- pigmei (babongo, baka, e bakoya)
- apidji
- bavarama
- oroungou
- badjambi
- bassimbika
- vili
- adouma
- sékiani
- n'komi

### Religione
I cristiani, protestanti e cattolici, compongono il 75% della popolazione, gli animisti il 20% e i musulmani il 5%. Gran parte della popolazione che si professa cristiana pratica però ancora i culti africani o religioni sincretiche come il Bwiti, mentre i musulmani sono principalmente immigrati provenienti dai Paesi confinanti.

### Lingue
Il francese è la lingua ufficiale del Paese e funge da lingua franca tra le varie etnie, mentre la lingua più diffusa è il fang, parlata da oltre il 30% della popolazione.

## Ordinamento dello Stato

### Suddivisioni amministrative

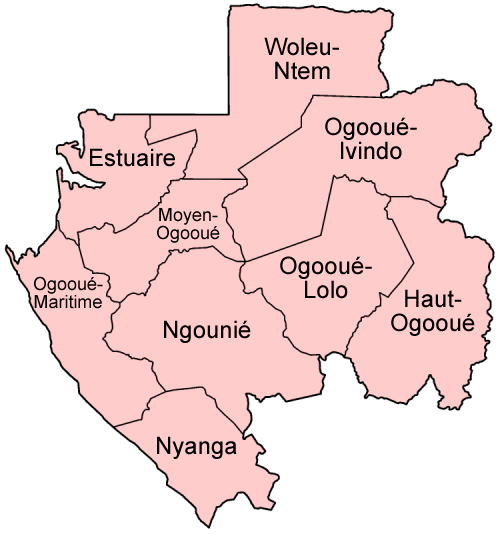
Province del Gabon

Il Gabon si suddivide in nove province, ulteriormente divise in 47 dipartimenti, cui si aggiungono le città di Libreville e Franceville. I governatori provinciali sono di nomina presidenziale.
I dipartimenti, a loro volta, ricomprendono 152 cantoni, 50 comuni, 26 arrondissement, 26 distretti e 3 483 villaggi e raggruppamenti di villaggi.
Le province sono:
1. Estuaire
2. Haut-Ogooué
3. Moyen-Ogooué
4. Ngounié
5. Nyanga
6. Ogooué-Ivindo
7. Ogooué-Lolo
8. Ogooué-Maritime
9. Woleu-Ntem

### Città principali
Nella seguente tabella vengono richiamate le principali città dello Stato con i dati sulla popolazione (censimento 1993 e 2006) e relativa provincia di appartenenza:
| #   | Città                | Cens. ab. 1993 | Cens. ab. 2006 | Provincia       |
| --- | -------------------- | -------------- | -------------- | --------------- |
| 1.  | Libreville           | 419 596        | 591 356        | Estuaire        |
| 2.  | Port-Gentil          | 79 225         | 111 655        | Ogooué-Maritime |
| 3.  | Masuku (Franceville) | 31 183         | 43 948         | Haut-Ogooué     |
| 4.  | Oyem                 | 22 404         | 31 575         | Woleu-Ntem      |
| 5.  | Moanda               | 21 882         | 30 839         | Haut-Ogooué     |
| 6.  | Mouila               | 16 307         | 22 982         | Ngounié         |
| 7.  | Lambaréné            | 15 033         | 21 187         | Moyen-Ogooué    |
| 8.  | Tchibanga            | 14 054         | 19 807         | Nyanga          |
| 9.  | Koulamoutou          | 11 773         | 16 592         | Ogooué-Lolo     |
| 10. | Makokou              | 9 849          | 13 881         | Ogooué-Ivindo   |

#### Altre città
- Akok
- Bakoumba
- Batouala
- Belinga
- Bifoun
- Bitam
- Bongoville
- Booué
- Cocobeach
- Ekata
- Eteke
- Fougamou
- Gamba
- Kango
- Lalara
- Lastoursville
- Leconi
- Mayumba
- Mbigou
- Médouneu
- Mékambo
- Mimongo
- Minvoul
- Mitzic
- Momo
- Mounana
- Ndendé
- Ndjolé
- Nkan
- Nkolabona
- Ntoum
- Okandja
- Omboué (Fernan Vaz)
- Owendo
- Petit Loango
- Point Denis
- Santa Clara
- Sette Cama
- Ste. Marie
- Tsogni
- Zoula

### Istituzioni

#### Ordinamento scolastico e università
Chiamata così in onore dell'ex presidente del Gabon Omar Bongo, nel 1970 venne fondata l'Università Omar Bongo.

#### Forze armate
Il Gabon ha un piccolo esercito professionale composto da circa 5 000 soldati divisi tra esercito, marina militare, aeronautica, gendarmeria e nella polizia nazionale. Le forze gabonesi sono orientate verso la difesa del paese e non sono state addestrate per un ruolo offensivo. Una ben addestrata e attrezzata guardia di 1 800 membri garantisce la sicurezza del presidente.
Reparti militari: Esercito, Marina militare, Aeronautica militare, Guardia (repubblicana) presidenziale (incaricata della protezione del presidente e degli alti funzionari), Gendarmeria nazionale, Polizia nazionale.
Uomini disponibili in caso di mobilitazione generale
Fascia di età 15-49: 284 358 (estate 2002)
Uomini disponibili per il servizio militare obbligatorio
Maschi nella fascia di età 15-49: 146 908 (estate 2002)
Convocazioni annuali al servizio militare
11,304 (2002 est.)
Spese militari 70,8 milioni (in dollari statunitensi) - 2% del PIL

## Politica
In base alla costituzione del 2024, emanata a seguito della ristrutturazione delle istituzioni dopo il colpo di Stato del 2023, il Gabon è una repubblica presidenziale, in cui il Presidente svolge il ruolo sia di capo di stato che di governo affiancato da un Vicepresidente esecutivo (che ha sostituito il vecchio ruolo di Primo ministro) e dai ministri, formando così il potere esecutivo.
Il presidente è scelto a suffragio universale per un mandato di sette anni e nomina i membri del suo governo, nonché tre dei nove giudici della Corte costituzionale (altri quattro sono nominati dal Parlamento, due per ciascuna camera, e 2 dal Consiglio superiore della magistratura).
Nei riguardi del potere legislativo, invece, il Parlamento del Gabon ha una struttura bicamerale, essendo composto da Assemblea nazionale e Senato; la prima è eletta direttamente dai cittadini e può essere sciolta, sebbene una sola volta all'interno dell'intero mandato presidenziale.
In aggiunta, nei riguardi del potere giudiziario, è istituita, come visto precedentemente, una Corte costituzionale, mentre nei riguardi della magistratura ordinaria è prevista al vertice una Corte di cassazione e tre gradi di giudizio complessivi, in ambito di diritto amministrativo è istituito un Consiglio di Stato, in materia finanziaria una Corte dei conti ed infine un'Alta Corte di giustizia (non-permanente) nei casi in cui sia necessario giudicare la messa in stato d'accusa del Presidente.
In tema di diritti umani, infine, la Costituzione fornisce disposizioni volte a garantirne i principali.
La moderna carta fondamentale è stata preceduta da una Costituzione emanata nel 1961, pochi mesi dopo l'indipendenza e ulteriormente modificata nel 1975 fino a giungere ad una riscrittura completa nel 1991, quando si trasformò il paese in una Repubblica presidenziale in seguito ad alcune consultazioni popolari, rafforzando il tessuto democratico ed introducendo il multipartitismo. Dopo alcuni accordi tra le parti tenutisi a Parigi nel 1994 sono state attuate alcune disposizioni aggiuntive in materia elettorale, ma la frammentazione delle opposizioni e alcune circostanze di brogli elettorali portarono presto al dominio incontrastato del Partito Democratico Gabonese (PDG), guidato da Omar Bongo ed Ali Bongo Ondimba. Quest'ultimo ha mantenuto il potere dal 2009 al 2023 quando, poco dopo la sua opaca riconferma alle elezioni presidenziali, un Colpo di Stato guidato da Brice Clotaire Oligui Nguema, futuro presidente, lo ha deposto e sostituito con una giunta militare, che ha avviato un nuovo processo di democratizzazione.

## Economia
L'economia del Gabon è basata soprattutto sull'esportazione del petrolio e del legname. L'agricoltura è poco sviluppata, ma in compenso si possono trovare numerose industrie petrolchimiche data la presenza di idrocarburi come gas naturale (metano), petrolio, carbone e uranio. Il PIL, negli ultimi anni, ha visto una grande crescita legata, in particolare modo, all'estrazione di petrolio lungo la costa, nonostante la maggior parte dei proventi rimanga tuttora in mano alle multinazionali e solo una quota modesta vada al governo gabonese.
Per quanto riguarda l'agricoltura si ha la già nota distinzione in colture commerciali (arachidi, cacao, banane e canna da zucchero) che occupano i suoli più fertili e produttivi e in colture riservate alla sussistenza (mais, manioca e patate dolci) che vengono coltivate ancora, talune volte, con mezzi arretrati e relegate su suoli marginali spesso poco produttivi, in quanto in passato già sfruttati per le colture commerciali, portando il terreno a uno stato di degrado grave ed esponendolo pericolosamente all'erosione e al dissesto.
Nonostante ciò, il Gabon possiede uno dei redditi procapite più alti d'Africa (nel 2012 era stimato a circa 18 000 $, a parità di potere d'acquisto), anche se la maggior parte della ricchezza è appannaggio di pochi individui, mentre la maggior parte della popolazione è sotto la soglia di povertà.
Il paese continua a basarsi su una strategia basata sulla rendita: l'economia è interamente dedicata alla produzione e all'esportazione di risorse naturali. Persistono diverse difficoltà: un tasso di disoccupazione di circa il 30% della popolazione attiva, arresti sommari durante le manifestazioni studentesche o sindacali (in particolare da gennaio 2016), il deterioramento dell'accesso alle cure sanitarie, carenze nei servizi pubblici e tagli ricorrenti di elettricità. Più della metà della popolazione è sotto la soglia di povertà.

## Ambiente
Il Gabon rispetto ad altri paesi africani sta attuando una politica di sfruttamento sostenibile delle sue immense risorse forestali. La foresta ricopre circa l'85% del territorio, nel quale abitano tra i 50 000 e i 70 000 scimpanzé (la maggior parte della popolazione mondiale), circa 45 000 gorilla e 60 000 elefanti della foresta, oltre a numerose altre specie di primati, altri mammiferi e rettili. Nel 2015 è stato avvistato anche un esemplare di leone, dichiarato estinto dal paese nel 1996, e la probabile presenza di un piccolo gruppo stanziale. Circa il 12% del territorio è protetto ed esistono tredici parchi nazionali. Diffuso è il bushmeat, che rappresenta un'ottima fonte di proteine per buona parte dei gabonesi, ma non è chiaro che impatto abbia sul numero degli animali, mentre risulta essere diminuita la caccia ai primati a causa di alcune epidemie di Ebola.

## Cultura

### Patrimoni dell'umanità
Alcuni siti del Gabon sono stati iscritti nella Lista dei patrimoni dell'umanità dell'UNESCO.

### Musica
Antica è la cultura riguardante la costruzione di bonghi, antichi strumenti musicali della famiglia delle percussioni. In campo musicale, tra il XX e il XXI secolo, possiamo ricordare la figura di Patience Dabany.

### Produzione letteraria
In ambito di una produzione letteraria possiamo ricordare, tra gli altri, la figura di Janis Otsiemi.

### Cinema
In ambito cinematografico spicca la figura del regista Amédée Pacôme Nkoulou il cui film documentario Boxing Libreville (2018) ha ricevuto diversi premi. Caratterizzato dalle lotte e le difficoltà di un giovane gabonese di nome Cristo, del suo percorso per diventare pugile nel contesto della lotta per la democrazia nel paese.

## Sport
La nazionale calcistica del Gabon ha una discreta tradizione, avendo partecipato più volte alla Coppa d'Africa e sfiorando la qualificazione al Mondiale 2010.
Nella storia delle Olimpiadi il Gabon ha conquistato un'unica medaglia, l'argento nel taekwondo a Londra 2012, grazie ad Anthony Obame, sconfitto in finale dall'italiano Carlo Molfetta.

## Ricorrenza nazionale
- 17 agosto: Fête nationale ou de l'indépendance, si celebra l'indipendenza dalla Francia nel 1960